# Luigi Russolo

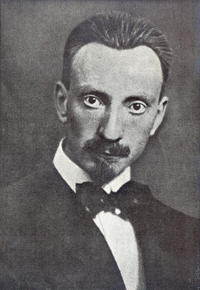
Luigi Russolo rond 1916

Luigi Carlo Filippo Russolo (Portogruaro (Veneto), 30 april 1885 – Laveno-Mombello, 4 februari 1947) was een Italiaans futuristisch schilder, componist en muziekinstrumentenbouwer van elektronische muziekinstrumenten.
Aanvankelijk concentreerde Russolo zich op zijn schilderkunst. In 1909 sloot hij zich aan bij de futuristische beweging van Marinetti. In 1913 wendde hij zich ook tot de muziek en werd daarmee de eerste futuristische componist. Zijn muziek is gebaseerd op industrieel geluid.
Op 11 maart 1913 publiceerde hij zijn futuristisch manifest L'arte dei rumori en hetzelfde jaar bouwde hij met zijn assistent Ugo Piatti zijn eerste instrumenten, die hij Intonarumori (lawaaimachines) noemde. In 1916 publiceerde hij het boek L'arte dei rumori. Een van zijn instrumenten was de Russolofoon, die gelijktijdig zeven verschillende geluiden kon produceren, in 12 geluidsterkten.
De instrumenten lagen tijdens de Tweede Wereldoorlog opgeslagen in Parijs en zouden tijdens bombardementen zijn vernietigd. Wel zijn nadien aan de hand van de werktekeningen een aantal replica's gebouwd. Van de oorspronkelijke Intonarumori zijn destijds wel geluidsopnamen gemaakt, die later op cd zijn verschenen.
Russolo overleed op 61-jarige leeftijd in Cerro, een frazione van de gemeente Laveno-Mombello. Zijn broer Antonio Russolo was ook actief als futuristisch componist.

## Muzikale invloed
Eind jaren veertig zouden vertegenwoordigers van de Musique Concrète terugvallen op de ideeën van Russolo's bruïtisme en in hun composities op een soortgelijke manier gebruikmaken van geruis en klank die onze omgeving voortbrengt.
Performance-Artgroep Prof. Russolo & His Noise Intoners benadert Russolo's synesthetische klankexperimenten op een hedendaagse wijze.

## Werken
- Convegno di automobili e aeroplani
- Risveglio di una città